# JALブランドコミュニケーション
株式会社JALブランドコミュニケーションは、日本航空（JAL）の機内誌「SKYWARD（スカイワード）」やJALカードの会員向け会報誌「Agora（アゴラ）」、海外旅行ガイドブック「JAL GUIDE（JALガイド）」を発行している、JALのグループ会社である。
日本航空と日本エアシステムとの統合の一環として設立され、2004年4月から営業を開始した。会社設立はこの年の2月の会見で、持株会社や国内線・国際線各運航会社の社長人事と合わせて発表された。新会社はブランド運営と宣伝の一元化を目的としたもので、日本航空・日本エアシステム・ジャルセールスの宣伝部門、日本航空文化事業センター、ジャルプランニングを統合して成立した。